# Jestřabice (przystanek kolejowy)
zawartość artykułu stanowi przy tym w znacznej części wątpliwy co do informacyjnej produktywności, zwodniczy opis tego czego na przystanku nie ma, nie wspominając co tam w praktyce właściwie encyklopedycznie istotnego jest/było

Jestřabice – przystanek kolejowy w Jestřabicach, w kraju południowomorawskim, w Czechach. Znajduje się na wysokości 220 m n.p.m..
Jest zarządzany przez Správę železnic. Na przystanku nie ma możliwości zakupu biletów, a obsługa podróżnych odbywa się w pociągu. 

## Linie kolejowe
- 340 Brno – Trenčianska Teplá